# Espejo de caballerías
El Espejo de caballerías es una serie de libros de caballerías españoles de la primera mitad del siglo XVI. Consta de tres libros o partes, los dos primeros escritos por Pedro López de Santa Catalina, y el tercero por Pedro de Reinosa. La serie pertenece al llamado ciclo carolingio de los libros de caballerías españoles, en el cual desempeñan papeles protagónicos el Emperador Carlomagno y sus caballeros.
El primer libro, que apareció en 1525, es una traducción libre del poema italiano Orlando enamorado, de Mateo Boyardo. El segundo, publicado por primera vez en Toledo en 1527, conjuga materiales provenientes de diversas obras épicas italianas, principalmente el Quarto libro de l'inamoramento de Orlando, de Niccoló degli Agostini; el Quinto, escrito por Raffaele Valcieco da Verona, y el Sexto, de Pierfrancesco Conte. El tercero, que salió a la luz en 1547, también en Toledo, es original española en su totalidad. 
Ya fuesen impresas separada o conjuntamente, las obras integrantes del Espejo de caballerías alcanzaron una considerable popularidad. Cervantes menciona la serie en el escrutinio de la biblioteca de Don Quijote. 
El Libro segundo de Espejo de caballerías fue reeditado en 2009 por el Centro de Estudios Cervantinos de Alcalá de Henares.